# Anastasie la Patricienne
Pour les articles homonymes, voir Sainte Anastasie.
Anastasie la Patricienne est une sainte chrétienne, fêtée le 10 mars. 

## Hagiographie
Née vers 510, Anastasie était selon les sources historiques issue d'une famille de la noblesse byzantine. Réputée comme étant d'une grande beauté tout en étant très vertueuse, l'Empereur Justinien lui-même avait beaucoup de considération pour elle .
A une date inconnue, elle quitte Constantinople pour se rendre dans la région d'Alexandrie où elle fonde un monastère féminin et s'y consacre à la prière. Les raisons de son départ de la capitale impériale ne font pas l'objet d'un consensus chez les historiens, certains pensent que cette décision est intervenue à la suite du décès de son mari, d'autres pensent que ce départ lui a été recommandé pour échapper à la jalousie dont elle faisait l'objet au sein de la Cour impériale.
À la suite du décès de l'impératrice Theodora, l'Empereur Justinien tente de faire revenir Anastasie à Constantinople, selon certaines sources dans le but de l'épouser. Informée de ce projet, Anastasie quitte en secret le Monastère qu'elle a fondé et part dans le désert de Scété pour demander de l'aide auprès de l'abbé Daniel, un grand père spirituel. Sur ses conseils, elle s'habille avec des vêtements d'homme et s'installe dans une grotte près de son ermitage où elle suit la règle du jeûne et de prière que lui recommande l'abbé.
Elle vit recluse dans le jeûne et la prière dans cette grotte pendant de longues années. Peu avant sa mort, le Moine Daniel a une révélation et lui apporte la communion, après quoi elle décède, en l'an 567 ou 568. 
Ses reliques ont été transférées à Constantinople en 1200 et déposées à proximité de la Basilique Sainte-Sophie.

## voir aussi